# Rio Dobreanu (Bistricioara)
O Rio Dobreanu (Bistricioara) é um rio da Romênia, afluente do Bistricioara, localizado no distrito de Harghita.